# Strada statale 106 Jonica
La strada statale 106 Jonica (SS 106) è una strada statale italiana che si estende per 491 km da Reggio Calabria a Taranto, percorrendo tutta la costa jonica di Calabria, Basilicata e parte di quella pugliese. Costituisce una direttrice di traffico di rilevanza nazionale ed è ricompresa nella Strada europea E90.

## Caratteristiche
Si tratta di un'arteria fondamentale per collegare la Calabria e la Puglia e l'A2 e l'A14 oltre che per il trasporto interno fra l'area della Sibaritide, il Crotonese, lo Ionio Catanzarese, la Locride e il versante sud-orientale dell'Aspromonte.
La tratta pugliese, lucana e calabrese sino a Montegiordano è stata ammodernata a due carreggiate con doppia corsia per senso di marcia e una sezione di 18,60 metri (tipo III della norma CNR 78/80) mentre per la restante tratta calabrese, salvo alcune varianti in sede separata, sono a unica corsia per senso di marcia.
In costruzione vi è la variante che permetterà di evitare i centri cittadini compresi tra Roseto Capo Spulico (fine del raddoppio attuale) e Sibari, la quale si congiungerà alla SS534 al km 14, creando così un'unica via di comunicazione rapida tra l'A14 Adriatica e la A2 del Mediterraneo. La fine dei lavori è prevista per agosto 2026.

## Storia
La strada statale 106 venne istituita nel 1928 con il seguente percorso: "Reggio Calabria - Gerace - Punta di Stilo - Catanzaro Marina - Crotone - Innesto con la n. 108 presso Cariati - Innesto con la n. 19 presso Spezzano Albanese."
In seguito venne prolungata verso nord fino a raggiungere Taranto. Il tratto da Cantinella (Fraz. di Corigliano Rossano) al bivio di Spezzano Albanese, con l'innesto con la SS 19, fu riclassificato come SS 106bis, della lunghezza di 20 km.

## Percorso

Un tratto della SS. 106 nei pressi del nodo con la SS. 280

### Da Reggio Calabria a Sibari
Il tratto, salvo pochissime parti a doppia carreggiata, è caratterizzato da una sola corsia per senso di marcia, e presenta un tragitto caratterizzato dall'attraversamento di numerosi centri abitati sorti lungo la statale e delle numerose fiumare. Nel progetto di ammodernamento si è resa necessaria la previsione a monte dei centri abitati di una "statale parallela a scorrimento veloce" a 4 corsie con spartitraffico centrale, per separare il traffico locale da quello a lunga percorrenza o interregionale. Diverse trasversali veloci collegano la strada statale 106 all'autostrada A2 Del Mediterraneo (Salerno-Reggio Calabria), che invece segue un itinerario interno lungo la costa tirrenica:
- SS 534 Sibari (Piana di Sibari-Autostrada A2)
- SS 107 Silana Crotonese (Crotone-Cosenza)
- SS 280 dei Due Mari (Catanzaro-Lamezia Terme/Autostrada A2)
- SS 682 Jonio-Tirreno che collega Gioiosa Jonica con l'A2 del Mediterraneo all'uscita di Rosarno e poi arriva al comune rosarnese

#### Tratto reggino (dal km 0 al km 132)
La strada originariamente aveva inizio nel centro di Reggio Calabria, mentre adesso si salda, attraverso l'ex strada statale 106 ter Jonica, con il raccordo autostradale 4, che costituisce la tangenziale reggina. Puntando verso sud attraversa i comuni di Motta San Giovanni, Montebello Ionico, Melito Porto Salvo, San Lorenzo, Condofuri, Bova Marina; risale poi verso nord, lungo la costa ionica attraverso Palizzi, Brancaleone. la località Canalello di Ferruzzano, Africo Nuovo, Bianco entrando così nella Locride, con i centri di Bovalino, Ardore, Sant'Ilario dello Ionio, Locri, Siderno, Marina di Gioiosa Ionica e Roccella Ionica. Nel tratto reggino sono state realizzate due varianti: la prima in corrispondenza dell'abitato di Palizzi Marina (strada statale 106 var/D Jonica), la seconda tra Locri e Roccella Ionica con le caratteristiche di strada extraurbana principale che, correndo a monte dei centri abitati attraversati dalla statale, costituisce un più veloce collegamento. Questa variante è classificata come strada statale 106 var/B Jonica ed è parte del progetto di costruzione di una nuova strada con caratteristiche semi autostradali lungo la costa ionica della Calabria. A Marina di Gioiosa Ionica ha origine una strada trasversale a scorrimento veloce, la strada statale 682 Jonio-Tirreno che valicando l'Appennino conduce fino allo svincolo di Rosarno dell'autostrada A2 del Mediterraneo. Da Roccella Ionica la strada prosegue verso nord lungo la costa attraverso le località costiere dei comuni di Caulonia, Riace, Camini e Monasterace.

#### Tratto catanzarese (dal km 132 al km 218)
La strada statale 106 segue la costa verso Catanzaro attraversando i lidi di Guardavalle, Santa Caterina dello Ionio, Badolato, Isca sullo Ionio, Sant'Andrea Apostolo dello Ionio, San Sostene, Davoli fino a Soverato. Soverato costituisce un importante snodo viario della Calabria centro-meridionale, innestandosi qui la strada statale 182 delle Serre Calabre per raggiungere Vibo Valentia e l'A2 del Mediterraneo all'uscita di Gerocarne e Soriano Calabro e presso tale svincolo e la sua variante a scorrimento veloce, in completamento al 2022, la strada statale 713 Trasversale delle Serre da cui si raggiunge lo svincolo dell'A2 del Mediterraneo all'uscita di Pizzo Calabro. Da Soverato la strada raggiunge Montepaone Lido, la Costa degli Aranci di Montauro, Santa Maria del Mare Torrazzo di Stalettì, Squillace Lido, Roccelletta di Borgia, con il parco archeologico di Scolacium. Nei pressi di Squillace ha inizio una variante di circa 17 chilometri con caratteristiche di strada extraurbana principale, classificata come strada statale 106 var/A di Catanzaro Lido, parte del progetto di costruzione di una nuova strada con caratteristiche semi autostradali lungo la costa ionica della Calabria, che permette di scavalcare l'area urbana costiera di Catanzaro. Superato Catanzaro Lido la strada statale 106, sempre seguendo la linea di costa, attraversa le località di Marina di Simeri Crichi, Roccani, Sellia Marina, Borda di Sersale, Cropani Marina, Botricello e Marina di Belcastro, il ponte sul fiume Tacina segna il confine con la provincia di Crotone.

#### Tratto crotonese (dal km 218 al km 295)
Il percorso della strada statale 106 prosegue attraverso i territori di Cutro (frazione di Steccato di Cutro e San Leonardo di Cutro) e di Isola di Capo Rizzuto (frazioni di Le Castella e Sant'Anna), lambendo l'aeroporto di Crotone. In questo territorio il percorso originario della strada deviava verso le colline dell'interno per raggiungere l'abitato di Cutro. Tale strada fu ridenominata strada statale 106 vs, poi riclassificata come strada provinciale 63. La strada statale 106 entra poi nella periferia di Crotone, nel quartiere meridionale di Poggio Pudano e nelle aree commerciale e industriale, passando esternamente al centro urbano. Dopo aver superato Crotone vi è l'intersezione con la strada statale 107 Silana Crotonese per la Sila e per Cosenza e per raggiungere l'A2 del Mediterraneo all'uscita di Rende e a nord di Cosenza. Subito dopo un breve tratto a carreggiate separate precede le località di Marina di Strongoli, Torre Melissa la popolosa cittadina di Cirò Marina, quale la ss106 non passa all'interno della cittadina, ma passa da una sopraelevata facente comune di Cirò Marina, così è sia per l'uscita Sud che per l'uscita Nord, seguito da Torretta di Crucoli nella zona di produzione del vino DOC di Cirò, e Melissa.

#### Tratto cosentino (dal km 295 al km 369)
La strada statale 106 attraversa poi i centri del Basso Ionio cosentino: Cariati Marina, Marina di Mandatoriccio, Marina di Pietrapaola, Calopezzati, Mirto Crosia. Nei pressi di Rossano, in località Amica, alla progressiva 330, la strada punta verso i primi rilievi dell'interno, mentre l'itinerario principale prosegue senza soluzione di continuità con la strada statale 106 radd Jonica che va in direzione di Sibari. La vecchia strada invece, non più gestita dall'ANAS, attraversa i popolosi centri di Rossano, Corigliano Calabro e Corigliano Scalo. Lungo questo tratto della strada si innestano l'ex strada statale 106 bis Jonica per Spezzano Albanese e la strada statale 534 di Cammarata e degli Stombi, che raggiunge l'autostrada A2 Del Mediterraneo all'uscita di Sibari e Firmo Poco oltre l'abitato di Sibari, sulla strada statale 106 si innesta nuovamente la più veloce strada statale 106 radd.

### Da Sibari a Taranto
A differenza della prima parte dell'itinerario, la strada statale 106 da Sibari a Taranto svolge anche funzione di collegamento interregionale tra la Calabria e la Puglia e, più ampiamente, indirizzando il traffico proveniente dall'estremo sud e dalla Sicilia sulla direttrice adriatica, e viceversa. Dopo l'uscita dal centro abitato di Roseto Capo Spulico la SS106 prosegue fino a Taranto. Dopo un breve tratto a mezza costa raggiunge Montegiordano Marina innestandosi sulla SS106var Variante di Montegiordano (con progressiva chilometrica indipendente), che attraverso un tracciato ricco di viadotti e gallerie aperto al traffico il 28 febbraio surclassa il vecchio percorso. Dopo aver lasciato Montegiordano, la strada raggiunge Rocca Imperiale ed uno svincolo per Nova Siri, che innesta sulla SS106 non in variante ma interna all'abitato di Nova Siri. Dopo Nova Siri la SS106 torna su un tracciato raddoppiato che attraversa in parte Policoro e permette l'innesto sulla SS653 della Valle del Sinni per raggiungere Pecorone e l'A2 del Mediterraneo all'uscita a nord di Lauria. Subito prima di arrivare a Scanzano Jonico, la SS106 si innesta con la SS598 di Fondovalle d'Agri per raggiungere l'A2 del Mediterraneo all'uscita di Atena Lucana. Nell'abitato di Scanzano Jonico, la SS106 scorre attraverso l'abitato, in parte interrato nella galleria Scanzano (450 metri). Dopo Scanzano Jonico, la SS106 attraversa le località costiere di San Basilio, San Teodoro e Marina di Pisticci. Arrivata a Metaponto, la SS106 riceve il traffico della SS407 Basentana per raggiungere Potenza e lo svincolo A2 del Mediterraneo di Sicignano degli Alburni e della SP ex SS175 della Valle del Bradano per Matera. La strada attraversa le località costiere di Ginosa, Castellaneta Marina, Chiatona (dove si innesta la SS106dir Jonica che permette di raggiungere più facilmente l'autostrada A14 Adriatica e la SS100 di Gioia del Colle per Bari e giunge alle porte di Taranto attraversando la sua area portuale e la zona industriale. Al km 490-800 si innesta la SS7 Via Appia per raggiungere Grottaglie, Brindisi e Lecce.

#### Tabella percorso

##### Da Sibari a Montegiordano Marina
| Jonica tratto Sibari-Montegiordano Marina |                                                          |       |           |                |
| Tipo                                      | Indicazione                                              | ↓km↓  | Provincia | Strada europea |
|                                           | Jonica                                                   | 369,0 | CS        |                |
|                                           | Sibari ex SS 106                                         | 369,2 | CS        |                |
|                                           | Villapiana Scalo dell'Appennino meridionale              | 372,5 | CS        |                |
|                                           | Villapiana Lido per Villapiana                           | 373,9 | CS        |                |
|                                           | Villapiana Lido per Villapiana                           | 376,7 | CS        |                |
|                                           | Trebisacce sud                                           | 380,0 | CS        |                |
|                                           | Trebisacce centro                                        | 383,1 | CS        |                |
|                                           | Trebisacce nord                                          | 385,5 | CS        |                |
|                                           | Marina di Albidona                                       | 388,7 | CS        |                |
|                                           | Tarianni per Marina di Amendolara                        | 391,3 | CS        |                |
|                                           | Marina di Amendolara per Amendolara                      | 392,7 | CS        |                |
|                                           | della Valle del Ferro                                    | 395,6 | CS        |                |
|                                           | Borgata Marina                                           | 396,4 | CS        |                |
|                                           | Marina di Roseto Capo Spulico                            | 395,6 | CS        |                |
|                                           | per Roseto Capo Spulico Castello di Roseto Capo Spulico  | 398,3 | CS        |                |
|                                           | viabilità complanare                                     | 399,5 | CS        |                |
|                                           | Inizio strada extraurbana principale                     | 400,1 | CS        |                |
|                                           | viabilità complanare (solo in direzione Reggio Calabria) | 402,7 | CS        |                |
|                                           | Montegiordano Marina (solo in direzione Taranto)         | 403,4 | CS        |                |
|                                           | Variante di Montegiordano                                | 403,4 | CS        |                |

##### Da Montegiordano Marina a Marina di Nova Siri
| Jonica tratto Montegiordano Marina-Marina di Nova Siri | |       |           |                |
| Tipo                                                   | Indicazione | ↓km↓  | Provincia | Strada europea |
|                                                        | Variante di Montegiordano | 406,7 | CS        |                |
|                                                        | Montegiordano Marina (entrata in direzione Taranto, uscita in direzione Reggio Calabria)                                      | 406,7 | CS        |                |
|                                                        | Rocca Imperiale Marina per Rocca Imperiale, Canna, Nocara (entrata in direzione Reggio Calabria, uscita in direzione Taranto) | 411,4 | CS        |                |
|                                                        | Rocca Imperiale Marina per Rocca Imperiale, Canna, Nocara (entrata in direzione Taranto, uscita in direzione Reggio Calabria) | 412,5 | CS        |                |
|                                                        | Variante di Nova Siri | 414,1 | CS        |                |
|                                                        | Nova Siri Sud Marina di Nova Siri e SS 106 Jonica                                                                             | 414,1 | CS        |                |

##### Da Marina di Nova Siri a Taranto
| Jonica tratto Marina di Nova Siri-Taranto |                                                               |       |           |                |
| Tipo                                      | Indicazione                                                   | ↓km↓  | Provincia | Strada europea |
|                                           | Nova Siri Scalo SS per Nova Siri Marina di Nova Siri          | 416,9 | MT        |                |
|                                           | Ex Variante di Nova Siri                                      | 418,6 | MT        |                |
|                                           | Rotondella SP per Rotondella Rotondella Lido e Nova Siri Lido | 418,8 | MT        |                |
|                                           | Centro ricerche E.N.E.A.                                      | 419,4 | MT        |                |
|                                           | della Valle del Sinni Zona artigianale                        | 420,5 | MT        |                |
|                                           | Policoro sud Lido di Policoro                                 | 424,9 | MT        |                |
|                                           | Policoro (eccetto uscita in direzione Taranto)                | 426,2 | MT        |                |
|                                           | di Fondo Valle d'Agri Zona artigianale                        | 429,0 | MT        |                |
|                                           | Scanzano Jonico centro SP per Montalbano Jonico               | 430,7 | MT        |                |
|                                           | Scanzano Jonico nord                                          | 432,3 | MT        |                |
|                                           | Terzo Cavone SP per Montalbano Jonico                         | 435,7 | MT        |                |
|                                           | Marconia Pisticci Marina di Pisticci                          | 439,3 | MT        |                |
|                                           | Borgo Casinello (eccetto uscita in direzione Taranto)         | 441,1 | MT        |                |
|                                           | San Teodoro Marina di Pisticci                                | 442,2 | MT        |                |
|                                           | Marconia Pisticci                                             | 445,4 | MT        |                |
|                                           | Metaponto Basentana Lido di Metaponto                         | 447,1 | MT        |                |
|                                           | Pantanello                                                    | 448,5 | MT        |                |
|                                           | ex della Valle del Bradano Svincolo per Matera                | 450,1 | MT        |                |
|                                           | Tavole Palatine (solo uscita in direzione Taranto)            | 452,0 | MT        |                |
|                                           | Tavole Palatine                                               | 452,5 | MT        |                |
|                                           | Contrada Pantano Marina di Ginosa                             | 454,6 | TA        |                |
|                                           | ex di Ginosa Marina di Ginosa                                 | 457,9 | TA        |                |
|                                           | Riva dei Tessali                                              | 461,8 | TA        |                |
|                                           | Castellaneta Marina per Castellaneta                          | 464,1 | TA        |                |
|                                           | Castellaneta Marina per Castellaneta                          | 466,5 | TA        |                |
|                                           | Viabilità complanare (solo in direzione Taranto)              | 468,5 | TA        |                |
|                                           | Viabilità complanare                                          | 470,8 | TA        |                |
|                                           | Pino di Lenne per Palagiano                                   | 473,9 | TA        |                |
|                                           | Chiatona                                                      | 476,2 | TA        |                |
|                                           | Jonica Adriatica                                              | 476,6 | TA        |                |
|                                           | Chiatona per Massafra                                         | 477,5 | TA        |                |
|                                           | Lido Azzurro ovest                                            | 483,0 | TA        |                |
|                                           | Lido Azzurro est per SS 7                                     | 484,8 | TA        |                |
|                                           | Zona industriale di Taranto                                   | 486,0 | TA        |                |
|                                           | Porto commerciale di Taranto                                  | 488,0 | TA        |                |
|                                           | Polo petrolchimico di Taranto                                 | 489,2 | TA        |                |
|                                           | del Porto di Taranto                                          | 490,8 | TA        |                |
|                                           | Taranto                                                       | 491,0 | TA        | -              |

## Varianti e diramazioni

### Strada statale 106 var Variante di Montegiordano
La strada statale 106 var "Variante di Monte Giordano" è una strada statale italiana.

#### Storia
La strada statale 106 var venne aperta al traffico il 28 febbraio 2011.

#### Percorso
La strada statale 106 var ha inizio sulla SS 106 al chilometro 403+300 e termina sulla stessa SS 106 al chilometro 406+700.
La strada, che ha la funzione di evitare l'attraversamento del centro abitato di Montegiordano Marina, ha una lunghezza di 3,233 chilometri ed è gestita dal Compartimento di Catanzaro.

### Strada statale 106 var/C Variante di Nova Siri
La strada statale 106 var/C "Variante di Nova Siri" è una strada statale italiana.

#### Storia
La strada statale 106 var/C venne aperta al traffico il 5 novembre 2014.

#### Percorso
La strada statale 106 var/C ha inizio sulla SS 106 al chilometro 414+080 e termina sulla stessa SS 106 al chilometro 419+300.
La strada, che ha la funzione di evitare l'attraversamento del centro abitato di Nova Siri, ha una lunghezza di 5,220 chilometri ed è gestita dal Compartimento di Potenza.

## Ammodernamento
Da tempo è in corso lo studio di fattibilità per la costruzione di una strada a scorrimento veloce di categoria B (due carreggiate, 4 corsie) che arrivi fino a Reggio Calabria. Attualmente alcune tratte sono già in fase di ammodernamento.

### Megalotto 3 Sibari-Roseto
Attualmente in costruzione, il 2026 verrà completata la tratta che da Roseto Capo Spulico (dove termina la tratta a 4 corsie) si innesta alla SS534 di Cammarata e degli Stombi nei pressi di Sibari. Lungo il tracciato vi sono numerose gallerie artificiali, più un'altra galleria di circa 4 km che evita di passare sopra la collina di Trebisacce. Superata quest'ultima, il tracciato prosegue linearmente nella Piana di Sibari. Insieme alla Firmo-Sibari (già raddoppiata) andrà a chiudere l'anello tra l'A14 Adriatica e l'Autostrada del Mediterraneo.

### Tratta Catanzaro-Crotone
Nel 2025 avranno inizio i lavori della tratta che da Simeri Crichi (dove attualmente termina la Variante di Catanzaro Lido) si ricongiungerà in località Passovecchio nel comune di Crotone, dove sono già presenti 5 km di strada raddoppiata a fine anni ‘90 Il tracciato scelto in fase di progettazione è stato quello più interno alla costa, sia per accorciare le distante tra i due capoluoghi di provincia (l'attuale tracciato costiero è lungo circa 70 km e passa dalle località marittime de Le Castella e Isola Capo Rizzuto, mentre il tracciato interno scelto per l'ammodernamento, è più corto di 30 km), sia per favorire lo sviluppo delle zone industriali dell'entroterra crotonese (ad esempio la zona industriale di Petilia Policastro). 
Anch'essa avrà caratteristiche di strada di categoria B.

### Tratta Sibari-Rossano
Sempre nel 2025 avrà luogo la cantierizzazione della nuova strada statale 106 che dalla SS534 nei pressi di Cassano allo Ionio si innesta all'attuale tracciato nei pressi di contrada Amica nel comune di Corigliano-Rossano. Il progetto prevede il raddoppio della restante parte della SS534 non ancora ammodernata; successivamente la strada devierà verso Sud in località Thurio, per poi proseguire verso il centro abitato di Corigliano Scalo, quest'ultimo bypassato con un viadotto urbano. Superato Corigliano, la strada affiancherà la ferrovia e nei pressi di Rossano Scalo si unirà all'attuale SS106 radd che subirà un raddoppio in sede. 
Inizialmente concepita a monte degli abitati di Corigliano e Rossano, alla fine è stata progettata a valle, tra la ex SS106 (costruita nel periodo fascista) e la più recente SS106 radd (costruita negli anni 60), per collegare al meglio le località turistiche e le zone produttive.

### Tratta Rossano-Crotone
Inizialmente il suo ammodernamento prevedeva la progettazione di una strada in variante ai centri abitati di categoria C (una carreggiata sola, due corsie), ma dopo svariati solleciti da parte delle amministrazioni locali è stata decisa la progettazione di una strada di categoria B. Attualmente è solo in fase di progettazione, quindi a differenza delle tratte Catanzaro-Crotone e Sibari-Rossano non è ancora finanziata.

### Tratta Catanzaro-Reggio
Attualmente è in corso lo studio di fattibilità per una nuova variante che da Catanzaro scende verso Sud, quindi verso Reggio Calabria. Lungo questo percorso sono già state completate la variante di Locri e la variante di Palizzi.